# جذر المسك

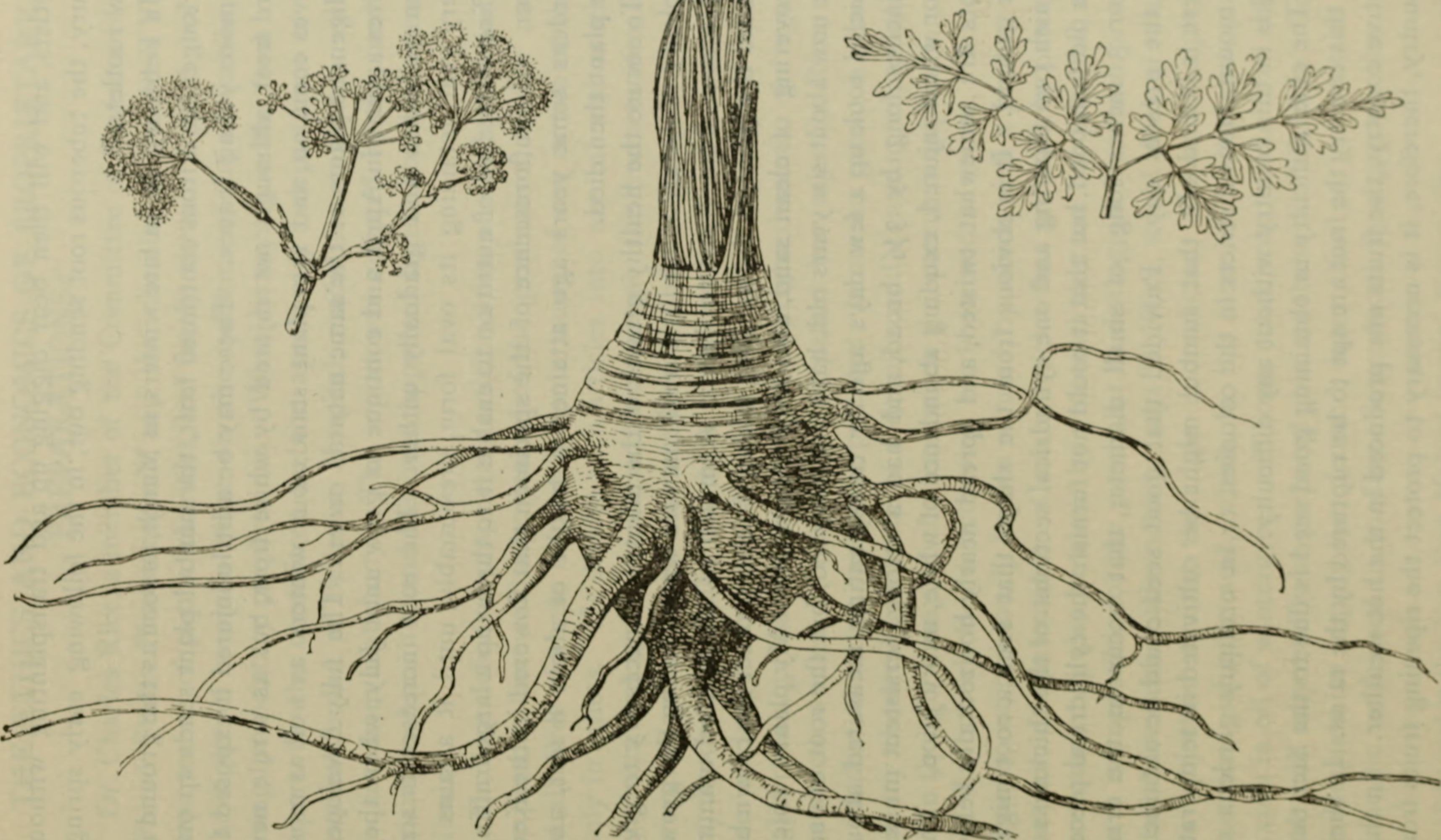
رسم توضيحي لجذر السُّنبُل (Sumbul root) نُشِر في المجلة الأمريكية للصيدلة American Journal of Pharmacy عام 1829.

يمكن أن يشير مصطلح "جذر المسكي" أيضًا إلى ناردين أو أدوكسا موسكاتيلينا
جذر المسك (بالإنجليزية: Muskroot)‏ أو السومبول (Sumbul) أو السومبال (Sumbal). هو دواء يستخدم أحيانًا في الممارسة الطبية الأوروبية. يتكون من جذر فيرولا موشاتا [الإنجليزية]، المعروف سابقًا بالمرادف فيرولا (كلخ) وهو نبات طويل خيمي من جنس الكلخ الكبير، يوجد بشكل أساسي في شمال بخارى في أوزبكستان الحالية، على الرغم من أن نطاقه يمتد على ما يبدو إلى جنوب شرق سيبيريا: ما وراء نهر آمور.
تم جلبه لأول مرة إلى روسيا في عام 1835 كبديل للمسك؛ وفي عام 1867 تم إدخاله إلى دستور الأدوية البريطاني. يتكون الجذر كما هو موجود في التجارة من مقاطع عرضية يبلغ سمكها بوصة أو أكثر وقطرها من 1 إلى 3 بوصات أو أكثر. له لحاء ورقي داكن رقيق وملمس إسفنجي، والسطح المقطوع رخامي باللون الأبيض والأسود أو البني الباهت، وله رائحة مسكية وطعم عطري مرير. عمل الدواء واستخداماته هي نفسها مثل استخدامات نبات الأسافيتيدا (حلتيت). تستمد خصائصها الطبية من الراتنج والزيت العطري. من الأول يحتوي على حوالي 9% ومن الثاني 3%. الراتينج قابل للذوبان في ثنائي إيثيل الإيثر وله رائحة مسكية لا تتطور بشكل كامل إلا بعد ملامسته للماء. تحت اسم السومبول الهندي الشرقي تم عرض جذر فيرولا أمونياكومأ حيانًا في التجارة الإنجليزية. إنه ذو لون بني وله طعم الأمونياك ويعطي صبغة أغمق بكثير من الدواء الحقيقي؛ وبالتالي يمكن اكتشافه بسهولة. يتم تطبيق اسم "السمبل" (كلمة من أصل عربي، وتعني السنبلة أو الأذن) على العديد من الجذور العطرية في الشرق، وأهمها سنبل هندي (انظر السنبلة [الإنجليزية]) 

## النشاط النفسي
كما هو الحال مع فيرولا سمبال (Ferula sumbal) تم إدراج النوع في فئة "النباتات ذات التأثيرات المهلوسة المزعومة" في عمل موثوق به عن النباتات ذات التأثير النفسي بقلم ريتشارد إيفانز شولتس [الإنجليزية] وألبرت هوفمان،  مستشهدين بمقالات داعمة كتبها عالم الصيدلة نورمان فارنسورث [الإنجليزية] المدرجة في قائمة المراجع.
نصف أونصة من الصبغة تنتج أعراض مخدرة، وتربك الرأس، وتسبب ميلًا للشخير حتى عند الاستيقاظ، وتعطي شعورًا بالوخز وما إلى ذلك، مع رائحة قوية للمخدر من التنفس والجلد والتي لا تزول إلا بعد يوم أو يومين.
- هكذا ذكرت السيدة غريف في كتابها "الأعشاب الحديثة" عام 1931، حيث لاحظت أيضًا أنه من بين التأثيرات الطبية الأخرى، يشبه الدواء المشتق من النبات حشيشة الهر في تأثيره ويُستخدم في حالات هستيرية مختلفة (أي له تأثيرات مهدئة). وتشير أيضًا إلى أن هذا الدواء له تاريخ طويل من الاستخدام في بلاد فارس والهند، سواءً للأغراض الطبية أو كبخور في الاحتفالات الدينية. قد تشير الطبيعة المتقلبة المحتملة للمبدأ النفسي النشط المعني (كما يوحي بذلك ظهور رائحة الدواء في أنفاس المسكرين به) إلى إمكانات نفسية نشطة في البخور المشتق من فيرولا موشاتا [الإنجليزية] والذي يتم امتصاص مكوناته المتطايرة عبر الرئتين عند استنشاقه على شكل بخار أو دخان. في هذا السياق قد نلاحظ أن الاستخدام المماثل كمهدئ وبخور في الطقوس الدينية السحرية تم الإبلاغ عنه لعدة أنواع نيبالية من جنس خيمية سالينوم ذي الصلة وقد وجد أن هذا الجنس يمتلك كيمياء مماثلة في بعض النواحي لتلك الموجودة في جنسكلخ.